# Aura Minerals
A Aura Minerals é uma mineradora canadense com foco na exploração, desenvolvimento e operação de projetos de ouro, cobre e outros metais nas Américas. No Brasil, a companhia possui as subsidiárias Mineração Apoena, que opera a mina de ouro São Francisco em Nova Lacerda, no Mato Grosso), a Mineração Vale Verde, responsável pelo projeto de cobre e ouro Serrote da Laje em Craíbas, em Alagoas, a mina de ouro Almas Mineração, em Almas, Tocantins, e a mina de ouro Mineração Serra Grande, adquirida em 2025 e ainda em fase de transição com a AngloGold Ashanti, em Crixás, Goiás. 
A Aura tem também as minas de ouro Aranzazu no México, e San Andres em Honduras, que está com as operações suspensas temporariamente.

## História
A Aura Minerals tem sede em Toronto, no Canadá, e está registrada na Bolsa de Valores de Toronto (TSX) desde 2006.
A Mineração Apoena, subsidiária da Aura, fechou a mina de ouro São Vicente, localizada em Nova Lacerda (MT), em julho de 2013. A desativação aconteceu por causa do esgotamento natural da mina. A mina iniciou sua produção comercial em 2009 e, no primeiro ano de operação, produziu 49.584 onças de ouro a partir de 2,16 milhões de toneladas de minério com teor de 0,43 gramas de ouro por tonelada.
No início de 2014, a Aura Minerals informou que suas minas bateram recorde de produção em 2013. Foram produzidas 206,7 mil onças de ouro, o que representa um aumento de 20% em relação as 172,5 mil onças produzidas em 2012.
A mina Aranzazu, que produz cobre no México, teve suas atividades suspensas em janeiro de 2015. A companhia afirmou que passaria o primeiro semestre revisando os planos de desenvolvimento, os custos e as despesas do projeto.
No mês de maio, a Aura Minerals assinou um acordo com a Serra da Borda Mineração e Metalurgia (SBMM), subsidiária da Yamana Gold, para adquirir a mina de ouro Ernesto/Pau-a-Pique, localizada próximo a Pontes e Lacerda (MT), por meio da emissão de ações, opções de compra e pagamento de royalties sobre a produção futura. A operação foi aprovada pelo Conselho Administrativo de Defesa Econômica (Cade) em julho de 2015.